# Ptinus micans
Ptinus micans is een keversoort uit de familie klopkevers (Ptinidae). De wetenschappelijke naam van de soort werd in 1884 gepubliceerd door Ernst Brenske en Edmund Reitter.